# Donald Stephenson
Donald Stephenson (Kansas City, 30 settembre 1988) è un giocatore di football americano statunitense che gioca nel ruolo di offensive tackle per i Denver Broncos della National Football League (NFL). Fu scelto nel corso del terzo giro (74º assoluto) del Draft NFL 2012 dai Kansas City Chiefs. Al college ha giocato a football ad Oklahoma.

## Carriera professionistica

### Kansas City Chiefs
Il 27 aprile 2012, Stephenson fu scelto nel corso del terzo giro del Draft 2012 dai Kansas City Chiefs. Nella sua stagione da rookie disputò tutte le 16 partite, 7 delle quali come titolare, e lo stesso fece nella successiva.
Il 22 agosto 2014, Stephenson fu sospeso per quattro partite dalla lega per abuso di sostanze vietate.

### Denver Broncos
Il 9 marzo 2016, Stephenson firmò un contratto triennale del valore di 14 milioni di dollari con i Denver Broncos.